# Antipop
Antipop è il sesto album del gruppo statunitense Primus, pubblicato nel 1999 dalla Interscope Records.
L'unico singolo estratto dall'album è Lacquerhead. Dopo la pubblicazione di questo album, la band si scioglierà nel 2001, salvo poi riformarsi nel 2003.
L'album vede diversi ospiti noti in veste di produttori e musicisti.

## Tracce
1. Intro - 0:17
2. Electric Uncle Sam - 2:56
3. Natural Joe - 4:12
4. Lacquerhead - 3:49
5. The Antipop - 5:33
6. Eclectic Electric - 8:34
7. Greet the Sacred Cow - 5:10
8. Mama Didn't Raise No Fool - 5:04
9. Dirty Drowning Man - 4:48
10. Ballad of Bodacious - 3:28
11. Power Mad - 3:42
12. The Final Voyage of the Liquid Sky - 5:39
13. Coattails of a Dead Man - 9:57
14. The Heckler (traccia nascosta)

## Singoli
- Lacquerhead

## Formazione

### Gruppo
- Les Claypool - voce, basso
- Larry LaLonde - chitarra, sintetizzatore
- Bryan Mantia - batteria

### Ospiti
- Stewart Copeland - produzione traccia 9
- Tom Waits - mellotron, voce e produzione traccia 13
- James Hetfield - chitarra traccia 6
- Jim Martin - chitarra traccia 6
- Tom Morello - chitarra e produzione tracce 2, 8, 11
- Martina Topley-Bird - voce tracce 9 e 13
- Matt Stone - produzione traccia 3
- Fred Durst - produzione traccia 4
- Turk Black - voce traccia 6